# Резолюция Совета Безопасности ООН 977
Резолюция Совета Безопасности ООН 977 — документ, принятый на заседании Совета Безопасности Организации Объединенных Наций, определявший место расположения Международного трибунала по Руанде в Аруше (Объединенная Республика Танзания).
Была принята единогласно.

## Предыстория
8 ноября 1994 СБ ООН принял резолюцию 955, которая учредила Международный трибунал по Руанде для уголовного преследования виновных в геноциде 1994 года.
В резолюции однако не было принято решение о том, где будет размещена штаб-квартиры МТР. Этот вопрос постановили решить в будущем.
Власти Руанды требовали, чтобы офис суда располагался в стране.

## Голосование
В 10:35 заседание было открыто под председательством постоянного представителя Ботсваны в ООН Джозефа Легваилы.
На голосовании помимо постоянных членов Совета Безопасности (России, Китая, США, Великобритании и Франции) присутствовали Аргентина, Чехия, Германия, Италия, Гондурас, Индонезия, Руанда, Нигерия, Оман, Ботсвана.
Несмотря на изначальную позицию Руанды, по вопросу размещения офиса суда в стране, представитель страны в ООН проголосовал «за».
Заседание продлилось всего 10 минут, закрывшись в 10:45 с принятием резолюции.

## Текст резолюции
Совет Безопасности,
напоминая о своей резолюции 955 (1994) от 8 ноября 1994 года,
учитывая свое решение, содержащееся в пункте 6 резолюции 955 (1994), о том, что местопребывание Международного трибунала по Руанде будет определено Советом,
рассмотрев доклад Генерального секретаря от 13 февраля 1995 года (S/1995/134) и отмечая рекомендацию Генерального секретаря о том, что, при условии заключения соответствующих соглашений между Организацией Объединенных Наций и правительством Объединенной Республики Танзании, приемлемых для Совета, Аруша будет определена в качестве местопребывания Международного трибунала по Руанде,
отмечая желание правительства Руанды сотрудничать с Трибуналом,
постановляет, что, при условии заключения соответствующих соглашений между Организацией Объединенных Наций и правительством Объединенной Республики Танзании, местопребыванием Международного трибунала по Руанде будет Аруша.

## Дальнейшие события
27 февраля того же года была принята заключительная резолюция (978), которая определяла порядок будущих задержаний лиц, которые станут обвиняемыми трибунала.
Через 6 месяцев, 31 августа 1995 власти Танзании подписали с ООН соглашение о размещении в стране штаб-квартиры МТР.
Первый судебный процесс начался 9 января 1997, обвиняемым стал мэр коммуны Таба Жан-Поль Акайесу.